# Pitmegea
La rivière Pitmegea est un cours d'eau d'Alaska, aux États-Unis situé dans le borough de North Slope.

## Description
Longue de 42 milles (68 km), elle prend sa source dans les montagnes De Long, et coule en direction du nord-ouest jusqu'à la mer des Tchouktches au niveau du cap Sabine, à 40 milles (64 km) au nord-ouest du mont Kelly, dans la plaine arctique.
Son nom eskimo a été référencé en 1888 par l'explorateur John W. Kelly.

## Sources
- (en) « Pitmegea », Geographic Names Information System